# Chrysiptera traceyi
Chrysiptera traceyi är en fiskart som först beskrevs av Loren P. Woods och Schultz, 1960.  Chrysiptera traceyi ingår i släktet Chrysiptera och familjen Pomacentridae. Inga underarter finns listade i Catalogue of Life.